# Leul din Braunschweig

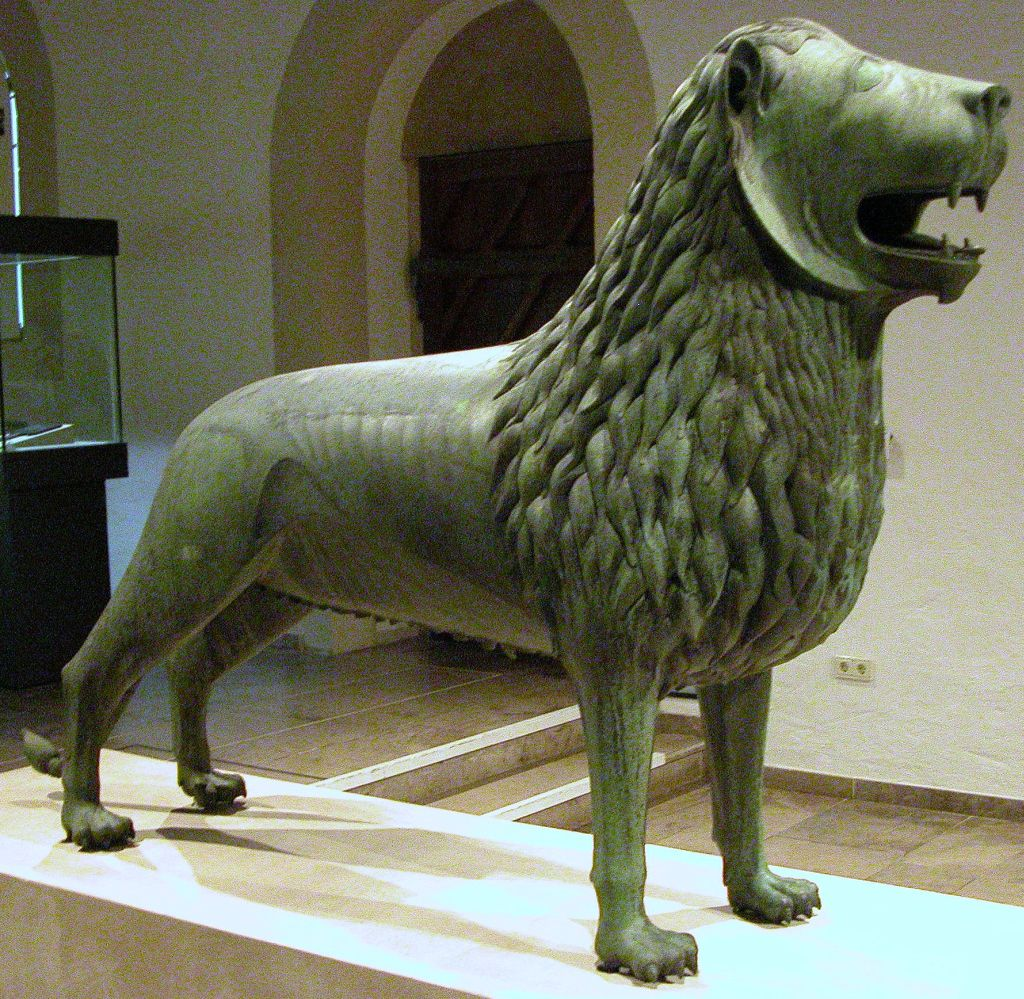
Leul din Braunschweig

Leul din Braunschweig (în germană Braunschweiger Löwe) este un monument din Braunschweig, Saxonia Inferioară. Împreună cu Fântâna din Piața veche, Braunschweig se numără printre cele mai cunoscute monumente ale orașului. Este situat în fața cetății Burg Dankwarderode și a catedralei Braunschweiger Dom.

## Istoric
Heinrich der Löwe (Henric Leul) (n. 1129/30 - d. 1195) duce de Bavaria și Saxonia a comandat în 1166 să fie realizat un monument, care reprezintă un leu, simbolul familiei ducale. Monumentul, care este turnat în bronz, are o înălțime de 1,78 m, lungimea de 2,79 m și o greutate de 880 kg, a fost ridicat în Braunschweig, unde ducele își avea reședința. 
Constructorul leului este anonim, dar este posibil să fi folosit ca model Lupoaica de pe Capitoliu (Lupa Capitolina) din Roma. Ideea i-ar fi venit ducelui, care a participat la cele două campanii militare în Italia din timpul lui Frederic I, Împărat Roman, numit Barbarossa. Inițial, monumentul a fost aurit. Linile fine ale leului au generat ipoteza cu privre la identitatea constructorului, care pare că a fost același cu cel care a construit abația Marienkloster zu Stade.